# Matt Zaba
Matt Zaba (né le 14 juillet 1983 à Yorkton, Saskatchewan au Canada) est un joueur canadien de hockey sur glace.

## Carrière de joueur
Choix de 8e ronde des Kings de Los Angeles lors du repêchage de la Ligue nationale de hockey en 2003. Il préféra évoluer quatre saisons avec les Tigers de Colorado College au lieu de joindre les rangs professionnels. Il débuta finalement en 2007 dans l'ECHL.
Il signa ensuite un contrat avec les Rangers de New York avec lesquels il joua sa première partie dans la LNH le  23 janvier 2010 en relève de Henrik Lundqvist face aux Canadiens de Montréal. Il accorda deux buts sur 16 tirs au but.